# Turó de Salibercs
El Turó de Salibercs és una muntanya de 617 metres que es troba al municipi de Sant Hilari Sacalm, a la comarca de la Selva.